# St. Cloud (Wisconsin)
St. Cloud es una villa ubicada en el condado de Fond du Lac, Wisconsin, Estados Unidos. Según el censo de 2020, tiene una población de 489 habitantes.

## Geografía
La localidad está ubicada en las coordenadas 43°49′21″N 88°10′18″O / 43.82250, -88.17167. Según la Oficina del Censo de los Estados Unidos, St. Cloud tiene una superficie total de 2.42 km², de la cual 2.38 km² son tierra y 0.04 km² son agua.

## Demografía
Según el censo de 2020, hay 489 personas residiendo en St. Cloud. La densidad de población es de 205.46 hab./km². El 98.8% de los habitantes son blancos, el 0.2% es afroamericano, el 0.2% es amerindio, el 0.2% es de otra raza y el 0.6% son de una mezcla de razas. Del total de la población. el 1.8% son hispanos o latinos de cualquier raza.